# Marble Island
Marble Island ist eine unbewohnte Insel im Kanadisch-arktischen Archipel in der Region Kivalliq im Territorium Nunavut, Kanada. Während der Blütezeit der Seefahrt wurde die Insel als Hafen zum Überwintern bei einem Aufenthalt im Arktischen Ozean geschätzt.

## Geographie
Marble Island liegt im Norden Kanadas in der westlichen Hudson Bay. Die nächste bewohnte Ortschaft ist Rankin Inlet, 42 km WNW der Insel gelegen.
Die Insel misst elf Kilometer von West nach Ost und ist maximal drei Kilometer breit. Sie erreicht Höhen von über 90 Metern im Zentrum.

## Geologie
Die Insel besteht aus einem Sedimentgestein, das Grauwacke genannt wird und mit Quarzit durchsetzt ist. Das Quarzit gibt der Insel ihren weißen, marmorähnlichen Charakter.

## Flora und Fauna
Marble Island liegt oberhalb der Baumgrenze und besteht ausschließlich aus Gestein. Es gibt nur eine gering ausgeprägte Pflanzenwelt, die vor allem aus Flechten und Laubmoosen besteht.  Daher beschränkt sich auch die Zahl der vorkommenden Tiere im Wesentlichen auf den Eisbären, den Polarfuchs, den Polarhasen und Lemminge.  Die Insel wird von einer großen Anzahl Vogelarten besucht, darunter   Enten, Greifvögel und nicht identifizierte 'kleine braune Vögel'. In der Nähe der Insel gibt es in großer Zahl Meeressäuger, darunter verschiedene Arten von Walen und Robben.  Wegen der großen Zahl von Meerestieren ist Marble Island ein traditionelles Sommerjagdgebiet der Inuit.

## Geschichte
Eine Expedition auf der Suche nach der Nordwestpassage unter Führung von James Knight von der Hudson’s Bay Company scheiterte, als sie auf der Insel strandete. Trotz der Hilfe der örtlichen Inuit starben bis 1722 alle Expeditionsteilnehmer an Unterernährung und Krankheiten, vor allem  Skorbut.  Ihre Überreste wurden 1769 von Samuel Hearne entdeckt.
Zwischen 1870 und 1887 war Marble Island sehr beliebt bei Walfängern, doch bis 1890 wurde der Walfang komplett aufgegeben, da in der Nähe nur noch wenige Wale gefunden werden konnten und die Eisbedingungen schwierig und unberechenbar wurden. Das Walfängerschiff Orray Taft sank in der Nähe, ehe es von der Mannschaft verlassen  wurde. Auf der Insel gibt es mehrere Gräber von Seeleuten des Schiffs. Dieser Umstand trug wesentlich zum Spitznamen der Insel – Deadman’s Island (Insel der Toten) – bei.
Heute ist die Insel eine heilige Stätte der Inuit. Sie erwarten von Besuchern, dass diese an die Küste kriechen, da sie ansonsten genau ein Jahr später sterben.